# La Possédée du vice (film, 1970)
Pour les articles homonymes, voir La Possédée du vice.
Pour plus de détails, voir Fiche technique et Distribution.
La Possédée du vice (Il dio serpente « Le dieu serpent » ) est un film italien fantastique érotique réalisé par Piero Vivarelli et sorti en 1970. Le film a été tourné aux Caraïbes.
Piero Vivarelli met en vedette dans son premier rôle principal l'actrice américaine basée en Italie Nadia Cassini. Le thème film est inspiré des rites vaudou (et zombies plus tard) précurseur des films tournés en République dominicaine par les réalisateurs italiens. La chanson thème du film, Djamballa d'Augusto Martelli (it), a atteint la première position dans le hit-parade italien.

## Synopsis
Le mariage entre Paola (Nadia Cassini) et Bernard (Galeazzo Bentivoglio) se détériore et pour relancer leur flamme le couple part dans une île des Caraïbes où Paola se lie d'amitié avec une femme locale nommée Stella (Beryl Cunningham) qui lui présente le culte du dieu serpent Djamballa. Paola dédaigne d'abord les rituels du culte mais se rend compte qu'ils ravivent la passion et la luxure qui manque dans sa vie conjugale. Dans un rituel où la réalité et la fantaisie se mêlent, Paola a des relations sexuelles avec un homme noir (Evaristo Márquez) qu'elle identifie avec le serpent dieu. Après la mort soudaine de son mari, elle invite son ancien amant Tony (Sergio Tramonti) sur l'île pour commencer une nouvelle vie, mais comprend que Djamballa est devenu sa seule obsession.

## Fiche technique
- Titre original : Il dio serpento
- Titre français : La Possédée du vice
- Réalisation : Piero Vivarelli
- Scénario : Piero Vivarelli
- Direction artistique :
- Décors :
- Costumes :
- Photographie :Benito Frattari
- Montage :
- Musique :Augusto Martelli
- Production :Alfredo Bini
- Société(s) de production :
- Société(s) de distribution :
- Pays d’origine : Italie,  Venezuela
- Langue originale : italien
- Format : couleur, sonore
- Genre : Fantastique érotique
- Durée : 94 minutes
- Dates de sortie :
  - Italie : 28 novembre 1970
  - France : 5 janvier 1972

## Distribution
- Nadia Cassini : Paola
- Sergio Tramonti : Tony
- Beryl Cunningham : Stella
- Galeazzo Benti : Bernard
- Evaristo Marquez (en) : l'homme noir
- Sergio Tramonti

### Crédits de traduction
- (en) Cet article est partiellement ou en totalité issu de l’article de Wikipédia en anglais intitulé « Il dio serpente » (voir la liste des auteurs).